# Dorsa Aldrovandi
Die Dorsa Aldrovandi sind eine Reihe sogenannter Meeresrücken im Osten vom Mare Serenitatis auf dem Erdmond. 
Sie erhielten ihren Namen 1976 nach dem italienischen Naturforscher Ulisse Aldrovandi, der von 1522 bis 1605 lebte. Die Aldrovandi-Rücken haben einen mittleren Durchmesser von 136 km.